# Glevum

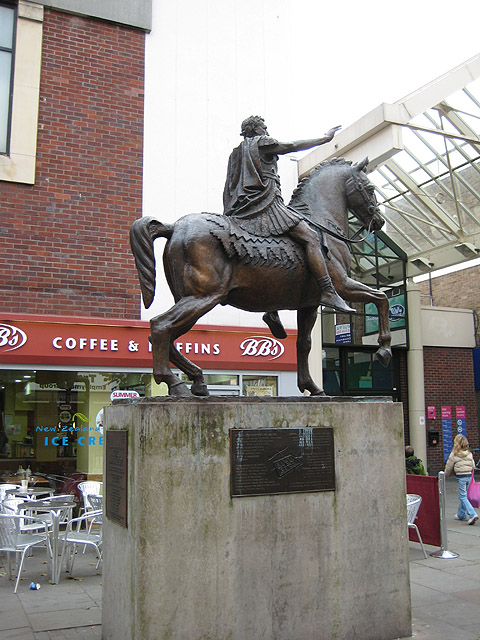
Modern ruiterstandbeeld van keizer Nerva in het huidige Gloucester; keizer Nerva verhief Glevum tot een colonia.

Glevum (formeel Colonia Nervia Glevensium) was een Romeins fort en stad in Romeins Britannia. In 97 n.Chr. verhief keizer Nerva de plaats tot een colonia voor afgezwaaide Romeinse legionairs. Vandaag de stad staat de stad bekend als Gloucester, de hoofdstad van Gloucestershire.

## Fort
Glevum is rond 48 n.Chr. gesticht bij een belangrijke oversteekplaats in de Severn en vlak bij de Fosse Way, op dat moment de frontlinie tussen de Romeinen en de Britten. Aanvankelijk stond het fort bij het huidige Kingsholm, maar twintig jaar later werd een nieuw en groter fort gebouwd op een hoger gelegen locatie waar zich het tegenwoordige stadscentrum bevindt. Rondom het fort ontstond een burgerlijke nederzetting. Het legioen Legio II Augusta verbleef in Glevum ter voorbereiding van de invasie van Wales tussen 66 en 74 n.Chr.

## Colonia
In 97 werd Glevum door keizer Nerva verheven tot colonia. Hiermee werd Glevum de woonplaats voor afgezwaaide legioensoldaten, die in de omgeving land ontvingen om een boerenbedrijf te kunnen starten. De stad kreeg een basilica en een forum. Ook werden er woonhuizen gebouwd die waren voorzien van mozaïekvloeren.
Op zijn hoogtepunt zal Glevum 10.000 inwoners hebben gehad. Het gebied rondom de stad raakte in de 2e en 3e eeuw sterk geromaniseerd en kende een vrij hoge concentratie aan villa's. Voorbeelden van deze villa's zijn te bezoeken in de nabijgelegen plaatsen Chedworth en Woodchester.
Begin 4e eeuw werd Britannia verdeeld in vier of vijf provincies. Het is aannemelijk dat Glevum de hoofdstad werd van een van deze provincies. Er zijn tevens bewijzen dat Glevum over een munt beschikte.

## Achteruitgang
Uit opgravingen in de jaren 60 is gebleken dat Glevum ook na het vertrek van de Romeinen waarschijnlijk bewoond is gebleven door een Romeins-Britse bevolking. Wel was het aantal inwoners sterk teruggelopen. Begin 6e eeuw werd een nieuwe toegang in de stadsmuur aangebracht, hetgeen wijst op een bescheiden groei van de stad na de Slag bij Mons Badonicus in 497. De Angelsaksische kroniek verhaalt van een koning Coinmail die afkomstig was van Gloucester en deelnam aan de door de Britten verloren Slag bij Deorham in 577; de stad werd hierna door de Angelsaksen veroverd.

## Archeologische overblijfselen
In het Museum of Gloucester zijn resten te zien van de originele Romeinse stadsmuur. Tevens heeft het museum een archeologische collectie.
Overblijfselen van de Romeinse en middeleeuwse oostelijke poort zijn zichtbaar bij de East Gate Chamber, gelegen aan de Eastgate Street.
De straten Northgate Street, Southgate Street, Eastgate Street en Westgate Street zijn de opvolgers van de originele Romeinse straten. 
In 2002 is een ruiterstandbeeld van kezier Nerva geplaatst bij de ingang van Southgate Street. Het plan voor dit standbeeld dateerde uit 1997, toen het 1900 jaar geleden was dat Gloucester tot colonia was verheven.